# أنطونيو نافارو وولف
أنطونيو نافارو وولف (بالإسبانية: Antonio Navarro Wolff) هو سياسي كولومبي، ولد في 9 يوليو 1948 في باستو في كولومبيا. حزبياً، نشط في Alternative Democratic Pole ‏ وتحالف الخضر. وقد انتخب عضو مجلس الشيوخ في كولومبيا عن دائرة national constituency ‏ وقد انضم خلال فترته النيابية ‏  للكتلة البرلمانية تحالف الخضر.

## وصلات خارجية
- الموقع الرسمي